# Sándor (Szabadka)
Koordináták: é. sz. 46° 04′ 17″, k. h. 19° 40′ 35″46.071389°N 19.676389°E

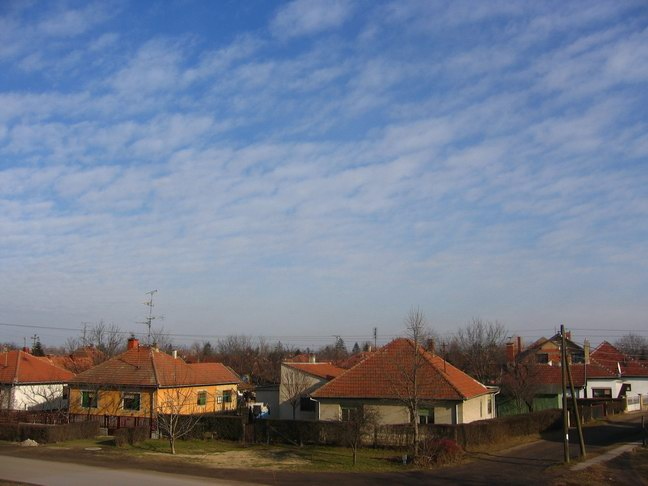
Sándor

Sándor (szerbül Александрово / Aleksandrovo) Szabadka déli városrésze, egykor önálló falu.

## Története
1786-ban alapították szabadkai szerbek. 1804-ben nyilvánították hivatalosan is faluvá. Ekkoriban szerbek és bunyevácok lakták. 1818-ban épült szerb ortodox temploma Szent Demeternek szentelve. 1904-ben csatolták Szabadkához. 1982-ben épült katolikus temploma.

## Gazdaság
Napjainkban számos üzem található itt: 
- Bratstvo (acélfeldolgozás)
- Subotička Mlekara (tejtermékek)
- Fidelinka (gabona- és kenyéripar)
- Novembar (húsipar)

## Külső hivatkozások
- Sándor Helyi Közösség – Subotica.rs (szerbül)
- Szent Demeter ortodox templom (szerbül)